# Ограбление по…
«Ограбление по…» — советский сатирический мультипликационный фильм для взрослых, созданный режиссёром Ефимом Гамбургом в 1978 году.
Мультфильм состоит из четырёх новелл, каждая из которых показывает ограбление банка с «характерными особенностями» той или иной страны (США, Франция, Италия и СССР). Каждая новелла пародирует детективные фильмы соответствующих стран 1960—1970-х годов, из них используется множество клише, а рисованные герои похожи на популярных актёров того времени.

## Сюжет
Заставка является изменённой заставкой кинокомпании «Metro-Goldwyn-Mayer» — льва MGM «выкидывает» неожиданно появившийся Чебурашка и занимает его место.

### Часть 1. «Ograblenie po-amerikanski»
В ограблении участвуют несколько банд преступников, но их расстреливают и взрывают банды-конкуренты. Наконец, последней банде удаётся проникнуть в банк по лестнице, сброшенной с вертолёта, и украсть драгоценности, однако и в ней каждый из соучастников (непосредственный грабитель, ушедший от погони водитель плавающего броневика, стрелок-вышибала и роковая женщина) после передачи заветного чемоданчика сообщнику оказывается убит им же. За похищенными из банка драгоценностями спокойно следит шериф, хладнокровный «супер-герой», который после гибели роковой женщины в клубе забирает похищенное себе и объясняет пострадавшим банкирам: «Очень жаль, но преступникам удалось скрыться…».

### Часть 2. «Ograblenie po-franzuski»
Компания из четырёх сообщников — вышедший на волю из тюрьмы преступник, его ручная мышь, хозяйка бара (дочь преступника) и её возлюбленный, молодой гангстер — разрабатывает хитроумный план ограбления, основанный на множестве невозможных в реальной жизни допущений и случайностей. Они чертят план канализации под зданием банка, отметив наличие туалета рядом с хранилищем; мышь, смытая в раковину, провоцирует засор канализации, отец под видом водопроводчика приходит в хранилище, открывает чемодан, из которого выпрыгивает молодой гангстер с пистолетом, а из водопроводной трубы выскакивает мышь. Вместе они нападают на охранника, который от страха прыгает на унитаз, откуда его смывает отец в канализацию. Открыв мышиным хвостом замок хранилища, грабители похищают ценности, уезжают на машине, уходят от погони (перекрасив на ходу автомобиль) и благополучно приезжают к себе в бар, где выпивают за удачно завершённое дело. В финале их деньги похищает «пьяный» посетитель бара, который всё это время притворялся спящим, сидя за барной стойкой, но в итоге тот попадается полиции. Грабители же остаются без денег, так как полицейский, уводя посетителя бара, конфискует их.

### Часть 3. «Ograblenie po-italianski»
Погрязший в долгах безработный пьяница Марио Бриндизи, отец многодетной семьи и потомок благородных князей, узнаёт, что его жена Лючия родила троих близнецов в дополнение к уже имеющимся троим детям. В семье происходит скандал, Лючия обвиняет мужа в бездарности, лени и нежелании заработать денег или хотя бы ограбить банк. Разнимавший драку супругов полицейский говорит Марио, что ограбление — хорошая идея, и тот соглашается. Марио занимает у всех деньги, берёт в магазинах в долг дорогой костюм и автомобиль, обещая отдать, когда ограбит банк. О том, что он собирается это сделать, знают все, но никто не то, что не препятствует ему, а, наоборот, каждый подбадривает и призывает «быть мужчиной». Зайдя перед ограблением в бар, Марио узнаёт об очередной беременности Лючии, чувствует головокружение и готов отказаться от ограбления, но бармен уговаривает его не делать этого, а друзья под одобряющие крики горожан о необходимости кормить семью, сами приносят его на руках в банк, где знакомые служащие с удовольствием отдают ему деньги. Но как только Марио выходит из банка, за ним устремляется толпа кредиторов. Раздав долги, он узнаёт, что Лючия родила ему ещё пятерых детей.

### Часть 4. «Ограбление по...»
Два уголовника каждый день ходят к сберегательной кассе, желая в неё попасть, но она всё время закрыта (то на санитарный день, то на ремонт). Наконец, через год их терпение иссякает, и они самостоятельно заканчивают стоящий на месте из-за наплевательского отношения ремонт. После этого, натянув на головы одни колготки на двоих и достав пистолеты, напарники врываются внутрь свежеотремонтированного помещения. Тут ко входу подходит милиционер и под музыку «Наша служба и опасна, и трудна» вешает вывеску «Милиция», показывает зрителям, что «всё под контролем», и заходит в здание. Камера отъезжает назад, и зрители видят популярный в то время плакат — «Храните деньги в сберегательной кассе».

## Персонажи

Персонажи и прототипы мультфильма

Персонажи срисованы с реальных зарубежных и советских актёров 1960—1970-х годов:

### Ограбление по-американски
- Шериф — Марлон Брандо
- Стриптизёр — Кирк Дуглас
- Дама, убивающая поцелуем — Элизабет Тейлор

### Ограбление по-французски
- Старый грабитель — Жан Габен, Фернандель (сантехник Жан Фолленви в банке)
- Охранник  тюрьмы  — Поль Пребуа
- Охранник  в банке —  Ноэль Роквер
- Хозяйка бара — Брижит Бардо
- Молодой грабитель (возлюбленный хозяйки бара) — Ален Делон
- «Спящий» посетитель бара — Луи де Фюнес[2]

### Ограбление по-итальянски
- Марио Бриндизи — Марчелло Мастроянни
- Лючия Бриндизи — Софи Лорен

### Ограбление по-советски
- 1-й грабитель — Станислав Чекан
- 2-й грабитель — Савелий Крамаров
- Милиционер — Михаил Жаров (в образе Анискина)

## Новая редакция фильма
«„Ограбление по-русски“ не вышло на экраны потому, что фильм снимался в 1977—1978 годах. Ну, вы знаете, это были застойные годы, когда у нас ещё не грабили», — рассказывал в телепередаче Л. Измайлова «Шут с нами» сценарист фильма Михаил Липскеров. — «<…> И один редактор назвал „Ограбление по-русски“ „очернительством и оплевательством“».
Полная версия мультфильма с восстановленной четвёртой новеллой была выпущена в 1988 году.

## Создатели
| автор сценария            | Михаил Липскеров |
| режиссёр-постановщик      | Ефим Гамбург |
| художники-постановщики    | Игорь Макаров, Даниил Менделевич |
| композитор                | Геннадий Гладков |
| оператор-постановщик      | Михаил Друян |
| звукооператор             | Георгий Мартынюк |
| монтажёр                  | Изабелла Герасимова |
| ассистенты                | Ольга Апанасова, Аркадий Шер, Роза Бикмаева, О. Ерофеева                                                                                         |
| художники-мультипликаторы | Виктор Шевков, Наталия Богомолова, Эльвира Маслова, Юрий Кузюрин, Владимир Зарубин, Сергей Дёжкин, Иосиф Куроян, Галина Баринова, Галина Зеброва |
| художники                 | В. Максимович, Инна Заруба, Вера Харитонова |
| роли озвучивали           | Эдуард Назаров (в титрах указан как Д. Джерманетто), Геннадий Морозов, Всеволод Ларионов, Александр Баранов                                      |
| редактор                  | Раиса Фричинская |
| директор картины          | Любовь Бутырина |